# Famille de Bonhome
Cette page explique l’histoire ou répertorie les différents membres de la famille de Bonhome.
La famille de Bonhome (autrefois Bounam, parfois écrit Bonhomme) est une famille contemporaine de la noblesse belge originaire de la principauté de Liège, où elle a fondé plusieurs verreries et a dominé la fabrication de verre de luxe du milieu du XVIIe au début du XIXe siècle. Plusieurs de ses membres ont exercé d'importantes fonctions religieuses ou politiques. Anoblie le 5 juillet 1653 par l'empereur Ferdinand III, elle est titrée chevalier du Saint-Empire en 1691 et baron du Saint-Empire en 1789, et ses membres reconnus barons en Belgique en 1856.

## Histoire
À l'origine maîtres-verriers,, la famille Bonam, Bounam, Bonhomme puis Bonhome a donné sept chanoines à Liège aux XVIIe et XVIIIe siècles, plusieurs bourgmestres à la ville de Liège, ainsi qu'aux anciennes communes de Hogne, Montgauthier et Haversin, où elle possède encore un enclos privé dans le cimetière.
L'origine de la famille remonte au XVIe siècle, avec Henri Bonhomme, époux de Jeanne Huberti (ca. 1580), dont le fils, Jean (1587-1667) eut huit enfants avec son épouse Jeanne Merwis, parmi lesquels Henri (1608-1679), Léonard (1612-1668) et Jean (1619-1662). À partir de 1648, une brouille survient entre les deux aînés, Henri et Léonard : la séparation est actée en 1666, après le décès du benjamin, Jean, par le partage de toutes leurs propriétés. L'aîné, Henri, adopte alors la forme wallonne de son patronyme Bounam, devenant ainsi l'ancêtre de la famille Bounam, éteinte en Belgique en 1926 et aux Pays-Bas en 1947 ; tandis que son cadet Léonard conserve la forme française Bonhomme et est l'auteur de la famille de Bonhome, toujours subsistante au XXIe siècle,.

## Les verreries Bonhomme

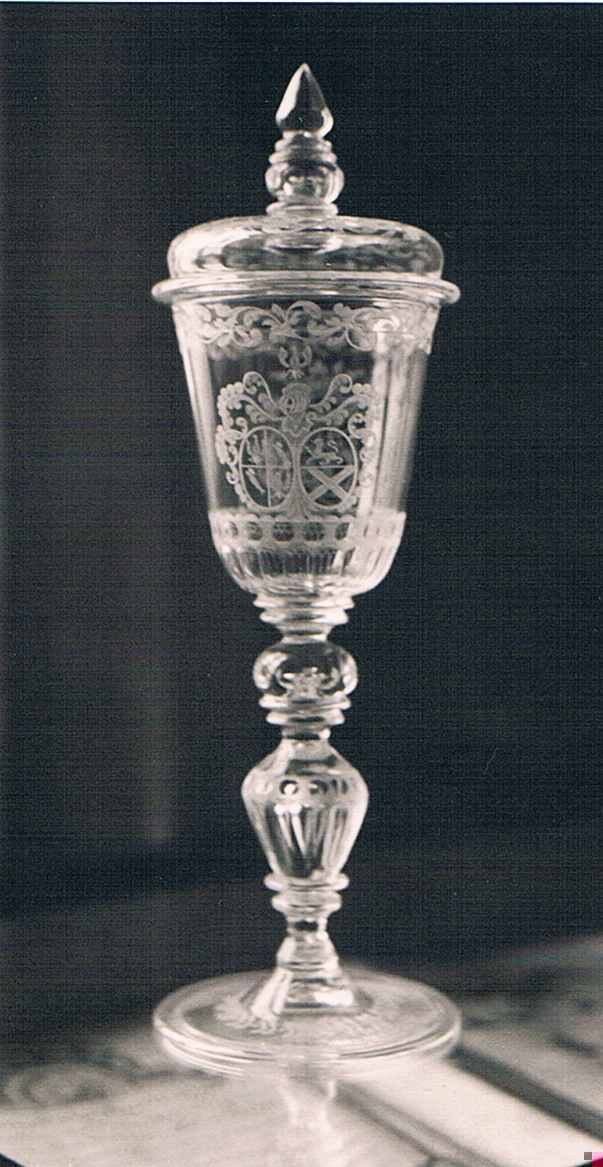
Calice gravé aux armoiries des familles Libon et de Bonhome.

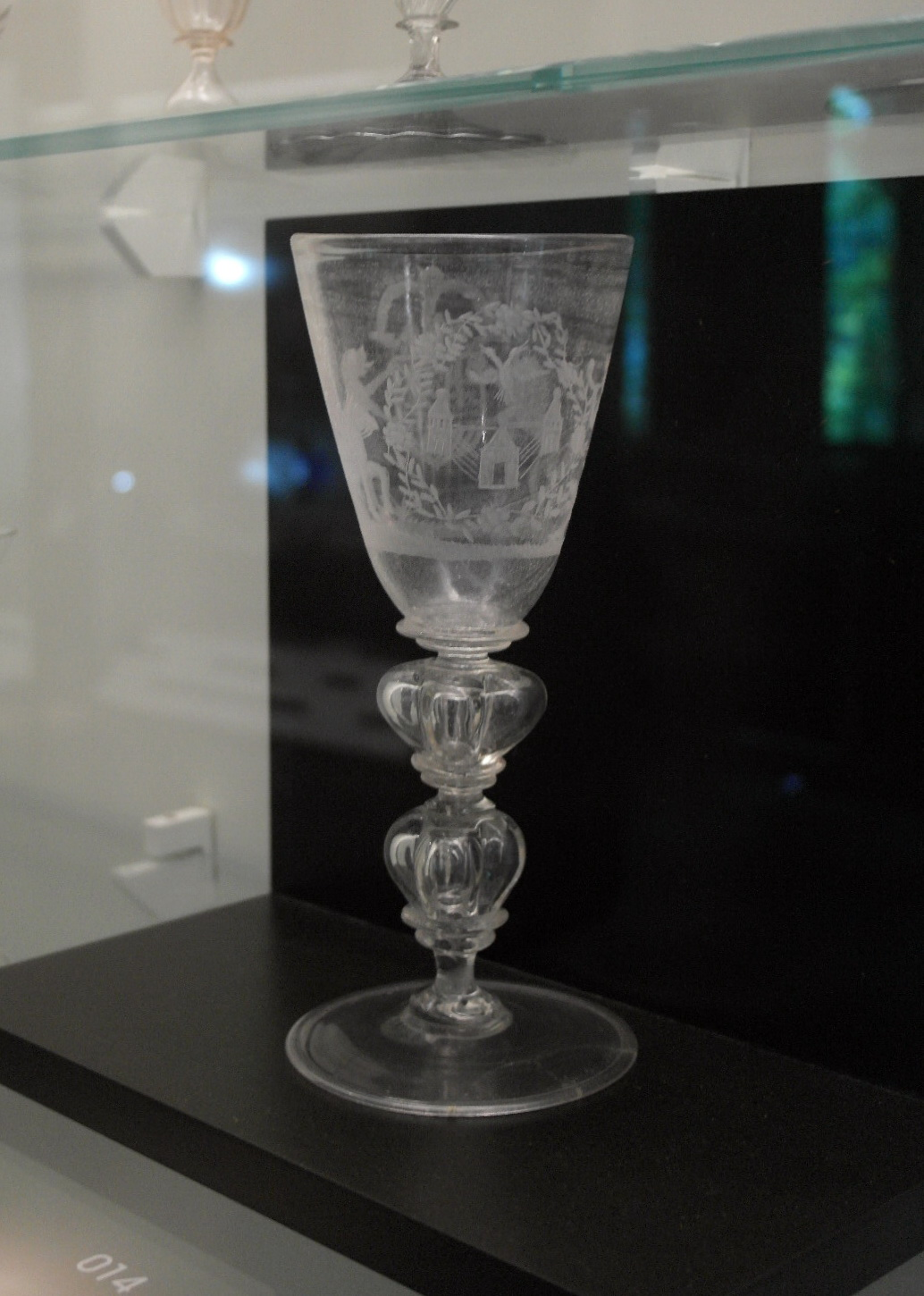
Calice de la verrerie Bonhomme, Liège, vers 1654.

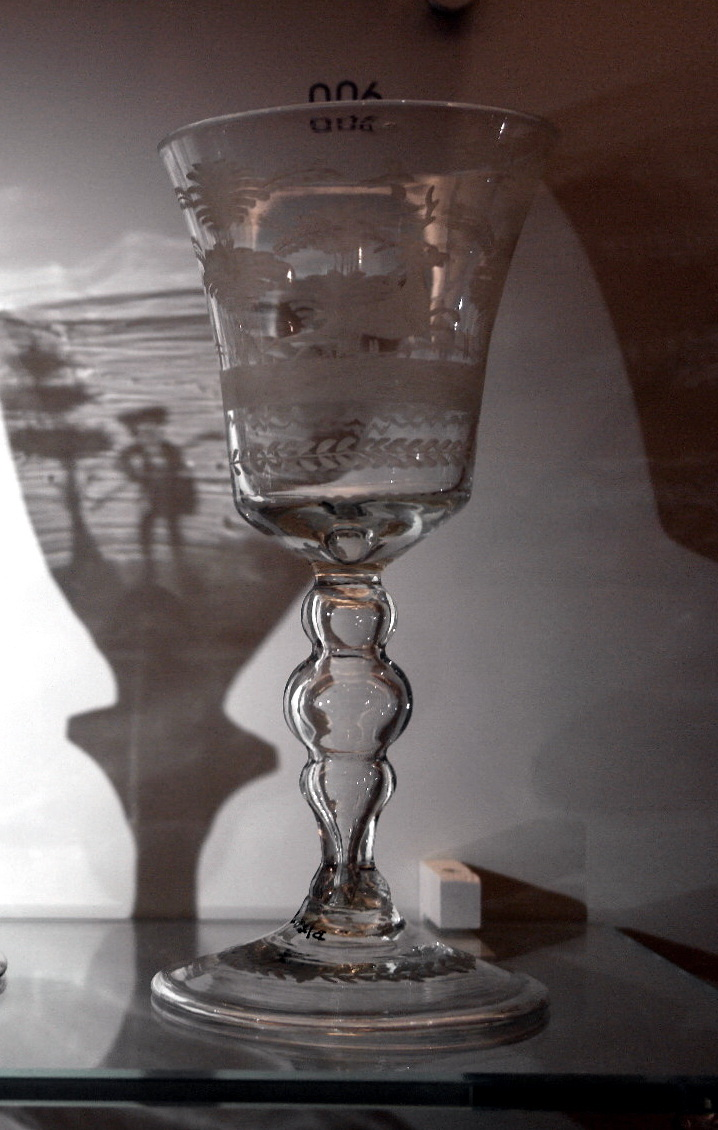
Calice de la verrerie Bonhomme, gravé avec scène de chasse, Liège, fin du XVIIe siècle.

En 1627, Jean Bonhomme s'associe avec le verrier liégeois Guy Libon et rachète la verrerie du Mouton d'Or, installée sur la rivière d'Avroy (actuel boulevard d'Avroy), à l'extrémité du faubourg, à Jean de Glen, beau-père de son fils Léonard,,. Dix ans plus tard il cède son entreprise à ses fils Henri et Léonard, qui la transforment, l'agrandissent et font venir des verriers italiens, de Murano et surtout d'Altare,. Un octroi de 1639 atteste du fait que Henry (Henri) Bonhomme – que le prince-évêque Maximilien-Henri de Bavière qualifiera de « maître de nos verreries de cristals, cristallins, gros verres, et autres semblables » – avait trouvé le moyen d'employer le « feu de houille » pour fondre plus aisément le verre. Jean Bonhomne, fils, qui rejoint ses frères à la direction de l'entreprise en 1648, est l'auteur d'un manuscrit intitulé De l'art vétraire (ca. 1653-1655) qui serait la première traduction en français de l'Arte vetraria d'Antonio Neri (1612).
La famille Bonhomme (ou Bonhome) possède cinq verreries à Liège, fondées ou rachetées par elle entre 1628 et 1657, :
- la verrerie de gros verre, au Mouton d'or ;
- la verrerie des Vénitiens (actuelle rue Louvrex) ;
- la verrerie des Allemands, à Fragnée ;
- la verrerie de la Neuville (près de l'actuelle rue Mandeville) :
- la verrerie Sur-la-Fontaine.

Elle acquiert ensuite peu à peu la plupart des verreries façon Venise des Pays-Bas méridionaux : les verreries de Maastricht (1651), Bois-le-Duc (1657)  et Bruxelles (1658), puis pénètre la France à Verdun (1664) et domine ainsi progressivement la fabrication du verre de luxe,,. La production de verre à vitres et de bouteilles est accessoire, mais les bouteilles à « eaux de Spa » de la verrerie Bonhomme sont mondialement connues au XVIIIe siècle et sa production de bouteilles à vin est néanmoins appréciable.
À partir de 1667, la verrerie de Bruxelles est gérée par Léopold Bonhomme, fils aîné de Léonard, sous la tutelle de sa mère, Ode de Glen. En 1666 et 1670, Henri Bonhomme signe des contrats avec son neveu Jean-Tilman d'Heur, le fils de sa sœur Anne, pour la cession de la verrerie de Verdun ; aucune trace cet établissement n'a été retrouvée après 1678.
Henri Bonhomme s'associe au maître-verrier Jean de Colnet, le beau-père de Jean de Condé, en 1675, pour l'exploitation du four des Hamendes à Jumet, dans le comté de Hainaut. 
L'atelier du Mouton d'Or est fermé en 1680, mais l'entreprise liégeoise reste en activité ; en 1800, elle est aux mains de Maximilien de Bonhome (1775-1810). Après être entrée en procès contre la verrerie Nizet fondée à Avroy en 1709, la verrerie Bonhome s'associe avec elle pour lutter contre les tarifs douaniers imposés par les Pays-Bas ; elle périclite ensuite et disparaît en 1804 sous le régime français,.

## Personnalités

### Personnalités religieuses
- Le premier chanoine de la famille est Jean Bonhomme (1619-1662), fils de Léonard, chanoine à la collégiale Sainte-Croix à Liège[7],[24].
- Nicolas-François de Bonhome (1682–1763), fils de Léopold et petit-fils de Léonard[4], est évêque de Carpasia à Chypre[2].
- Henri-François de Bonhomme (1692-1751) est doyen de la basilique Saint-Servais à Maastricht[25].
- Joseph Léonard de Bonhomme est chanoine tréfoncier de la cathédrale de Liège (1769-1804)[25].
- Hubert de Bonhome (1931-2015), moine de l'abbaye de Maredsous, participe à la restauration de la Chapelle Notre-Dame de la Pépiole à Six-Fours-les-Plages, dans le Var en France, dont il devient chapelain avant d'être nommé chanoine honoraire du chapitre cathédral de Fréjus-Toulon[26].

### Personnalités politiques

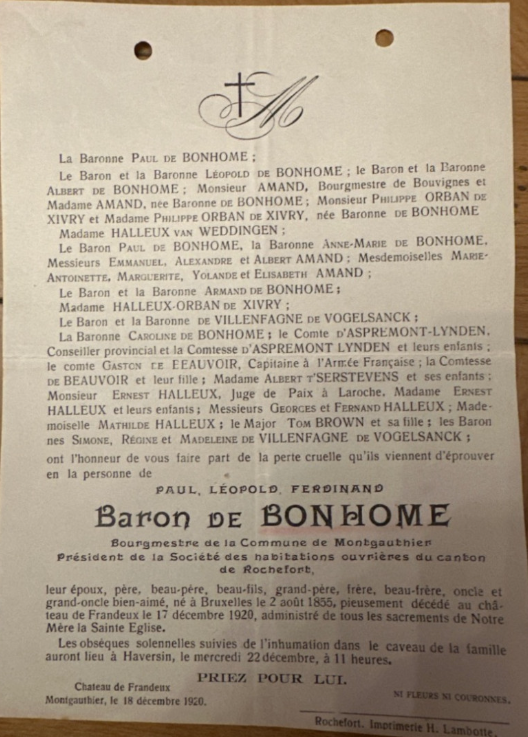
Faire-part de décès de Paul Léopold Ferdinand de Bonhome (1855-1920), bourgmestre de Montgauthier.

- Léopold Bonhomme (ou de Bonhome), fils de Léonard, jurisconsulte, conseiller de la cour féodale et maistre des échevins, devient bourgmestre de Liège en 1692[4].
- Léopold-Joseph Bonhomme, fils de Léopold, est échevin de la Souveraine Justice de Liège[4].
- Maximilien de Bonhome est désigné maire de Rendeux en 1807, il est aussi bourgmestre de Frandeux[21].
- Paul Léopold de Bonhome (1855-1920) est bourgmestre de Montgauthier[21].
- Nicolas de Bonhome (1773-1850, époux de Charlotte de Potesta) est bourgmestre de Haversin de 1816 à 1850[27].
- Alexandre de Bonhome est bourgmestre de Haversin de 1851 à 1861[27].

## Noblesse
- Concession de noblesse héréditaire en faveur de Jean Bonhome par diplôme du 5 juillet 1653 de l'empereur Ferdinand III[28] ;
- Concession de noblesse héréditaire en faveur de Jean-Maximilien Bonhome par diplôme du 2 mai 1691 de l'empereur Léopold Ier[28] ;
- Concession du titre héréditaire de chevalier du Saint-Empire  en faveur de Guillaume Bonhome et Jean-Maximilien Bonhome par diplôme du 28 décembre 1691 de l'empereur Léopold Ier[28] ;
- Concession du titre héréditaire de baron du Saint-Empire en faveur de Léopold-Joseph de Bonhome par diplôme du 2 avril 1789 de l'Empereur Joseph II[28] ;
- Reconnaissance du titre héréditaire de baron le 15 octobre 1856 en faveur de Joseph; Eugène; Léopold; Alexandre-louis; Maximilien et Léopold-Joseph de Bonhomme par le Roi Léopold Ier de Belgique[28].

## Propriétés
Les membres de la famille de Bonhome ont acquis et occupé différents châteaux et demeures, parmi lesquels :
- le château de Frandeux, devenu propriété de Maximilien de Bonhome (1775-1810) lors de son mariage avec Maximilienne Martial, dernière descendante des Martial de Frandeux[21], revendu après le décès de Paul de Bonhome (1855-1920) ;
- le château de Haversin, propriété de la famille au XIXe siècle[27] ;
- le château de Hogne, acquis en 1845, revendu vers 1920, démoli en 1983[29] ;
- le château de Dampicourt, démoli et remplacé par une simple maison de campagne avec une tour carrée, revendue à une congrégation de religieuses en 1903[30] ;
- le Châtelet à Habay-la-Neuve[30] — devenu maison communale —, non loin duquel Alfred de Bonhome fit construire la chapelle de Bonhome (également appelée Chapelle Bonaparte) en 1887[31],[32]. Une voirie de la commune a reçu le nom de « rue de Bonhome »[33].

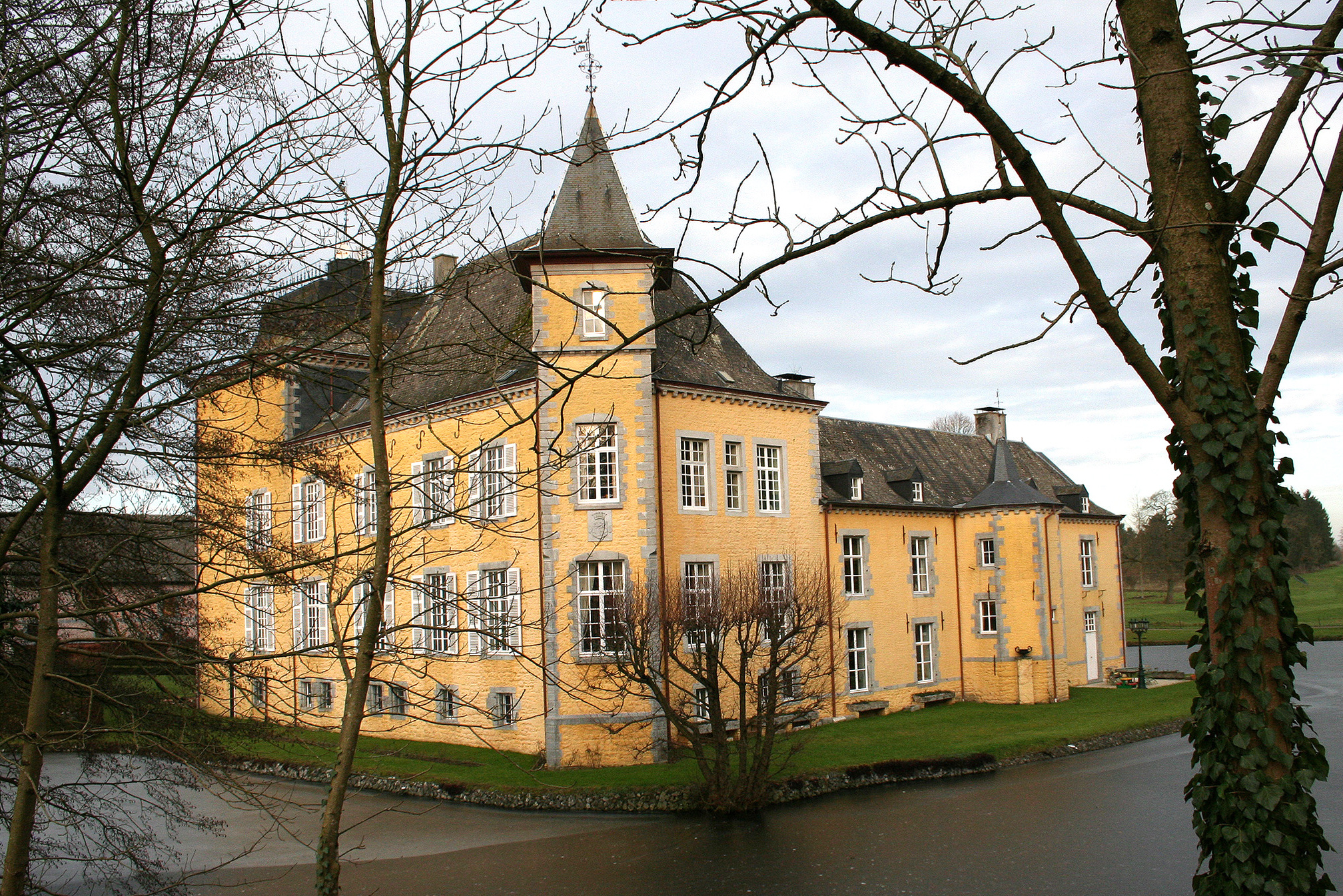
Château de Haversin.
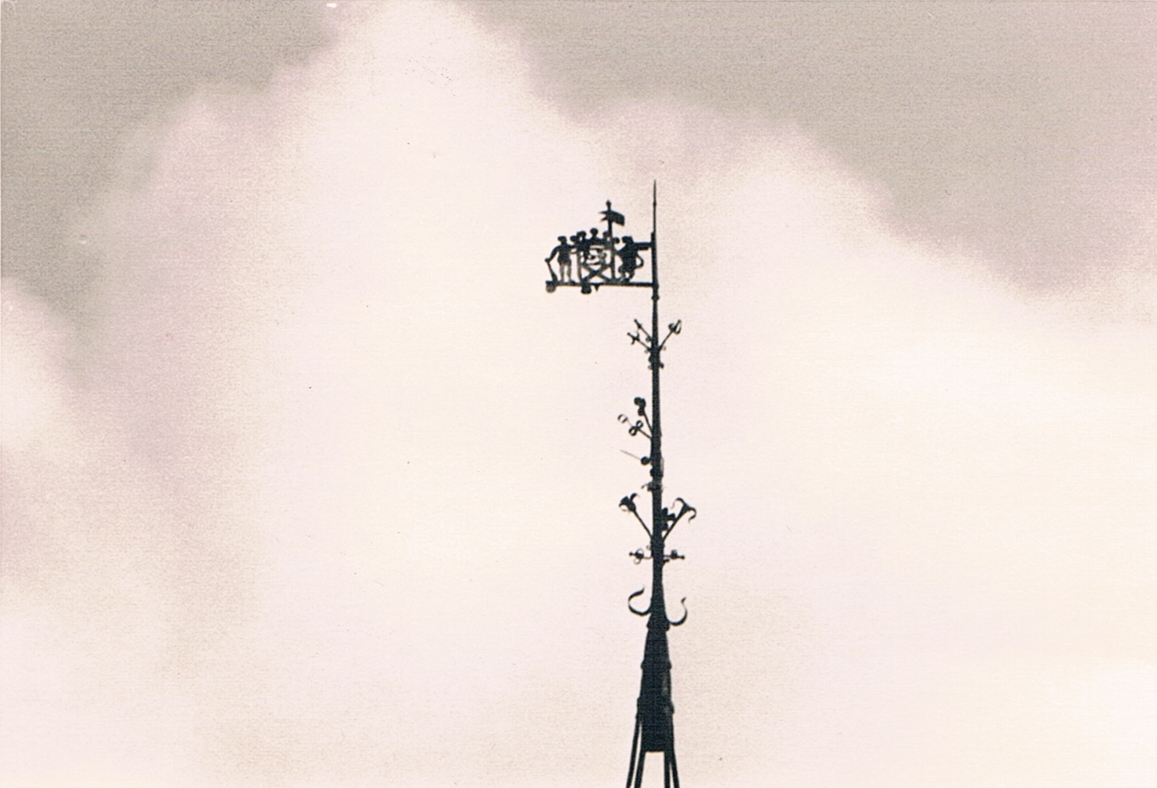
Girouette aux armoiries Bonhome sur le toit du château de Haversin.
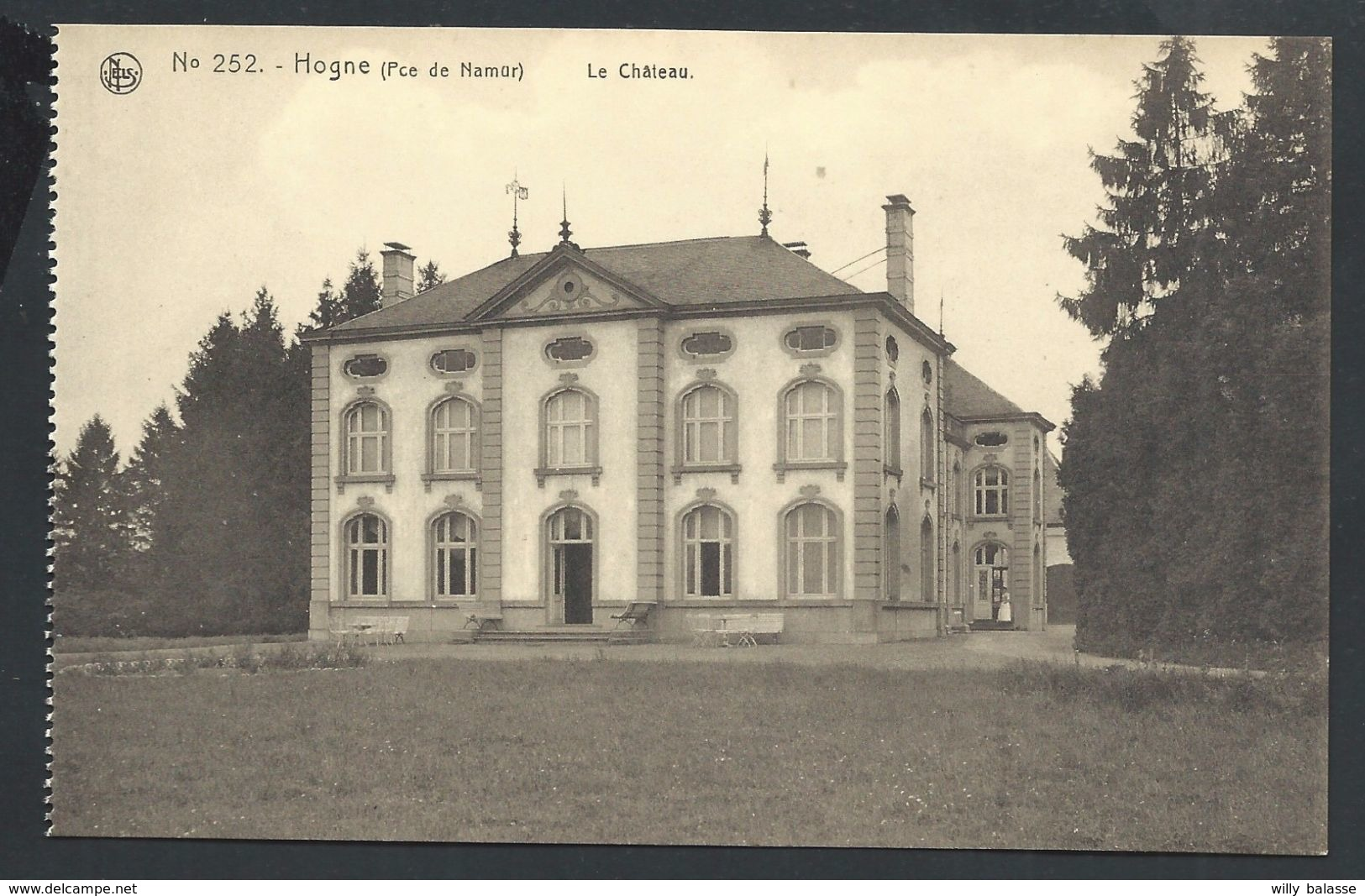
Château de Hogne.
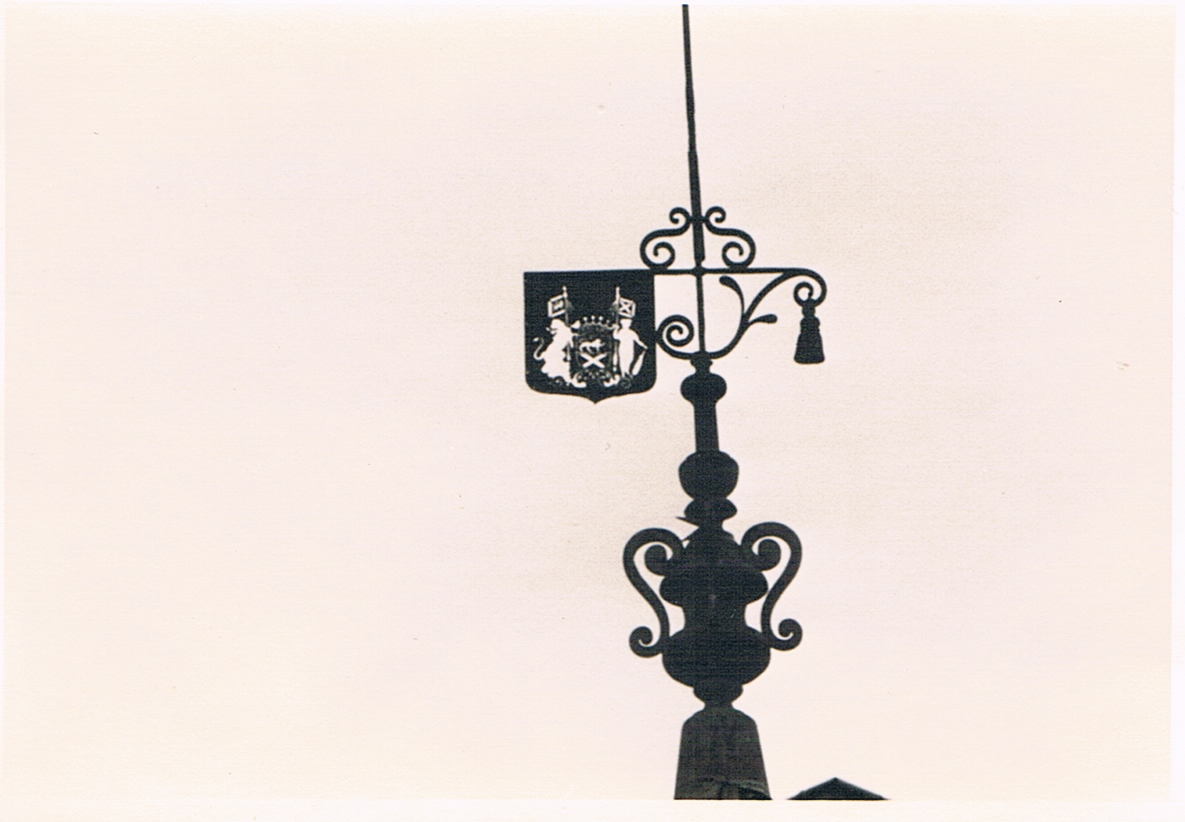
Girouette aux armoiries Bonhome sur le toit du château de Hogne.
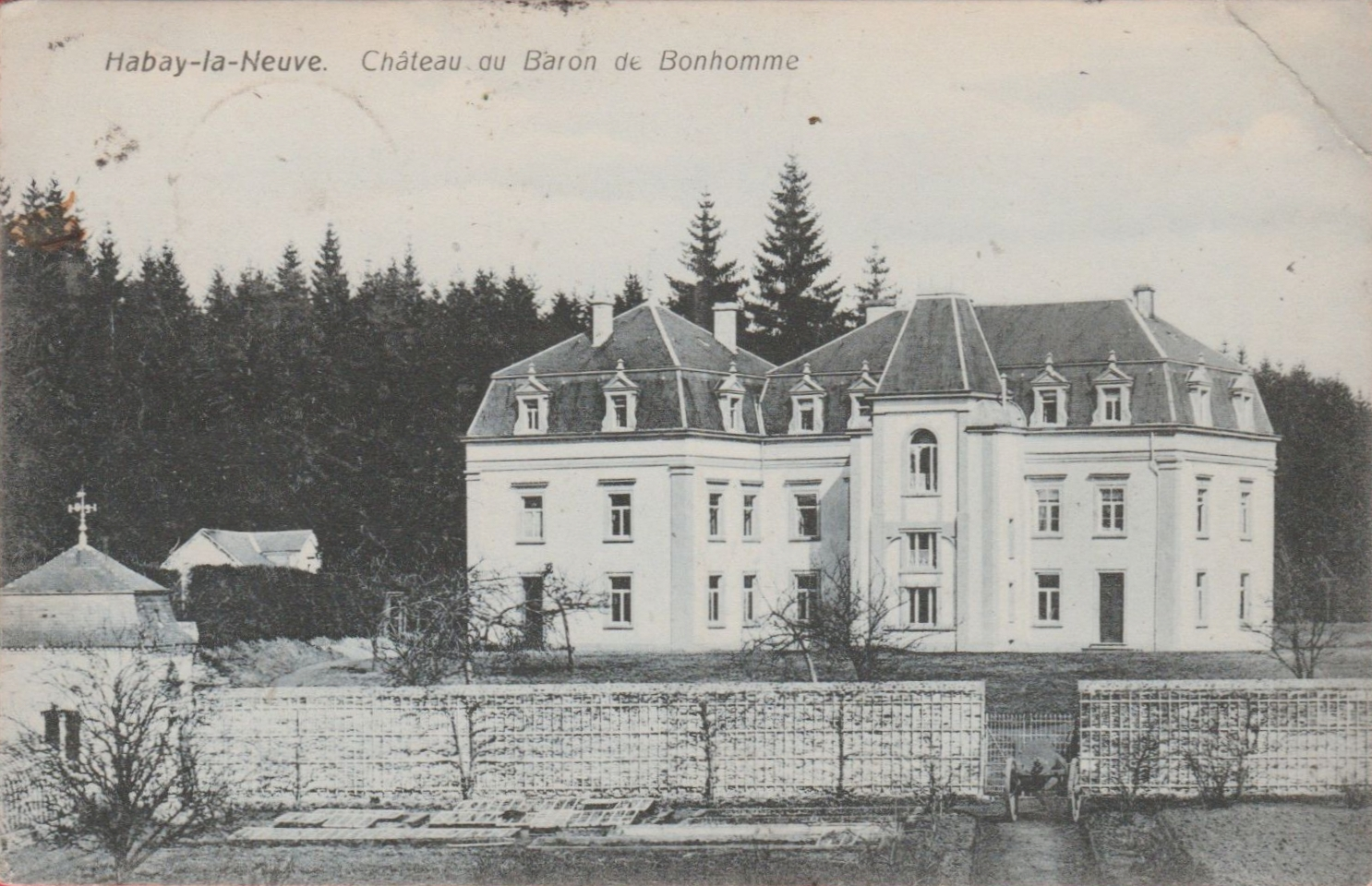
Le Châtelet à Habay-la-Neuve.

## Archives
Des archives de la famille Bonhomme / de Bonhome sont conservées dans différents fonds aux Archives de l'État en Belgique,.